# Sclerobelemnon koellikeri
Sclerobelemnon koellikeri is een Pennatulaceasoort uit de familie van de Kophobelemnidae. De wetenschappelijke naam van de soort is voor het eerst geldig gepubliceerd in 1906 door Thomson & Henderson.